# 鵠沼運動公園

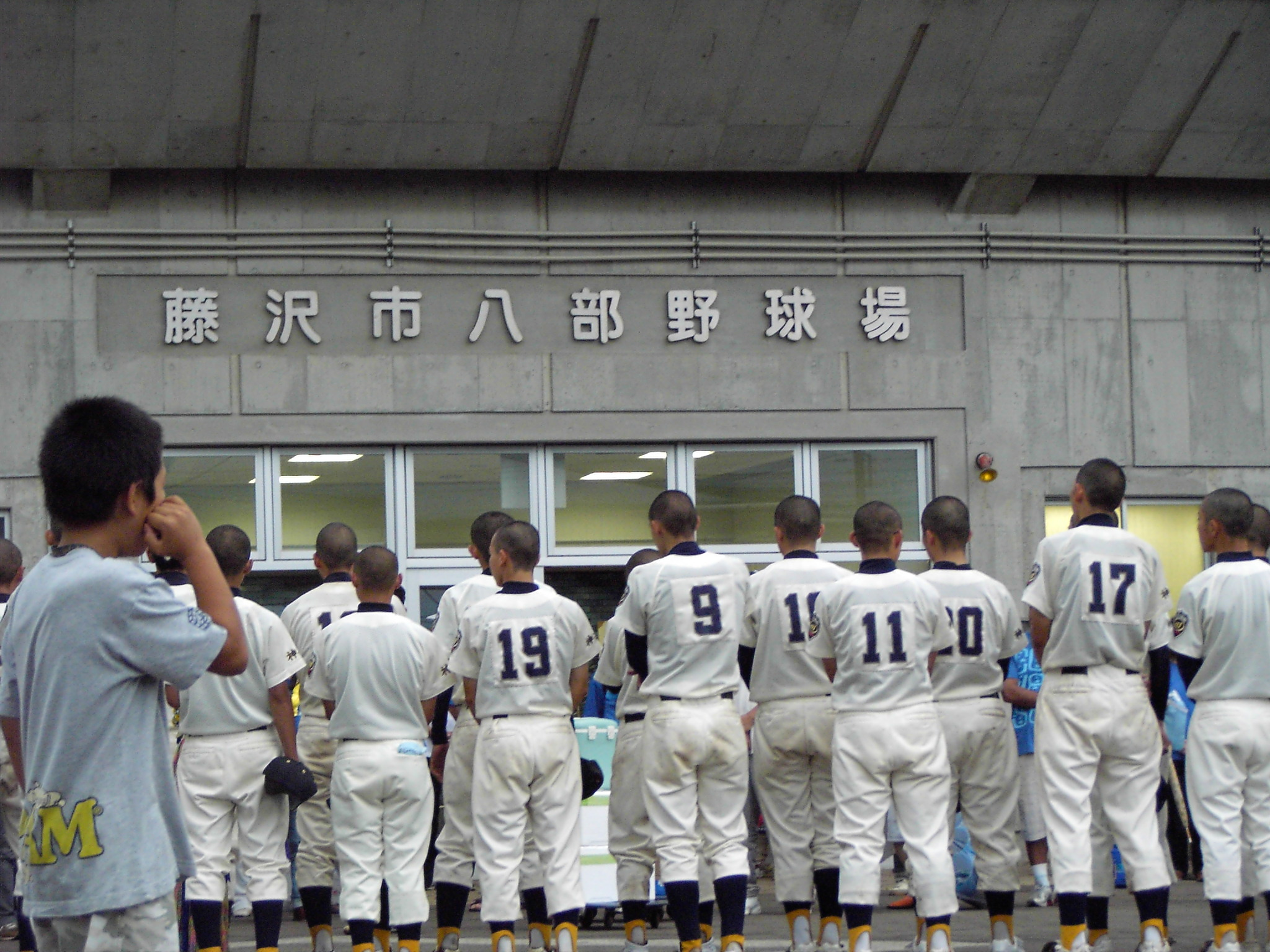
高校野球シーズンの八部球場玄関

鵠沼運動公園（くげぬまうんどうこうえん）は、神奈川県藤沢市鵠沼海岸に位置する藤沢市立の都市公園（運動公園）である。正式名称は八部公園（はっぺこうえん）であるが、読みが難しいため鵠沼運動公園の通称が用いられる。八部とはこの地域の旧小字名である。
公益財団法人藤沢市みらい創造財団が、指定管理者として管理運営を行っている。

## 概要
主な施設は、プール、硬式野球場、テニスコート、芝生広場、トレーニングルーム、サウナルームがある。
公園の一角にはSL展示場があり、旧国鉄のC11 245（しおかぜ号）が市民有志、藤沢鉄道車両保存会・藤沢SL少年団により大切に静態保存されている。また、SLの周りには5インチゲージのミニ鉄道のレールが引かれており、毎月第二日曜日に運転会が行われている。
公式野球場は藤沢市八部野球場と名づけられており、夏になると全国高等学校野球選手権大会の神奈川予選会場の一つとなることでも知られている。
この公園は鵠沼地区の広域避難場所に指定されている。

## 施設
- 鵠沼運動施設事務所（八部公園プール） - 通年営業
  - 25mプール
  - 幼児用プール
  - トレーニングルーム
  - 八部公園サウナルーム（ジャグジー付き浴室付随）
- 屋外プール - 夏季（7月1日から9月第1日曜日および9月第2土・日曜日）営業
  - 25mプール
  - 幼児用プール
- 八部公園野球場 - 観覧席スタンドを持ち、硬式・軟式両方の野球で使用できる。
- 八部公園テニスコート
  - ハードコート）
    - ゴムチップ製コート - 4面
    - ハードゴムラバー製コート - 1面

  - 人工芝コート - 3面
- 遊具広場
- 多目的広場
- 芝生広場
- 蒸気機関車の展示
  - ミニSLレール - 毎月第二日曜日に運転
- 駐車場 - 98台

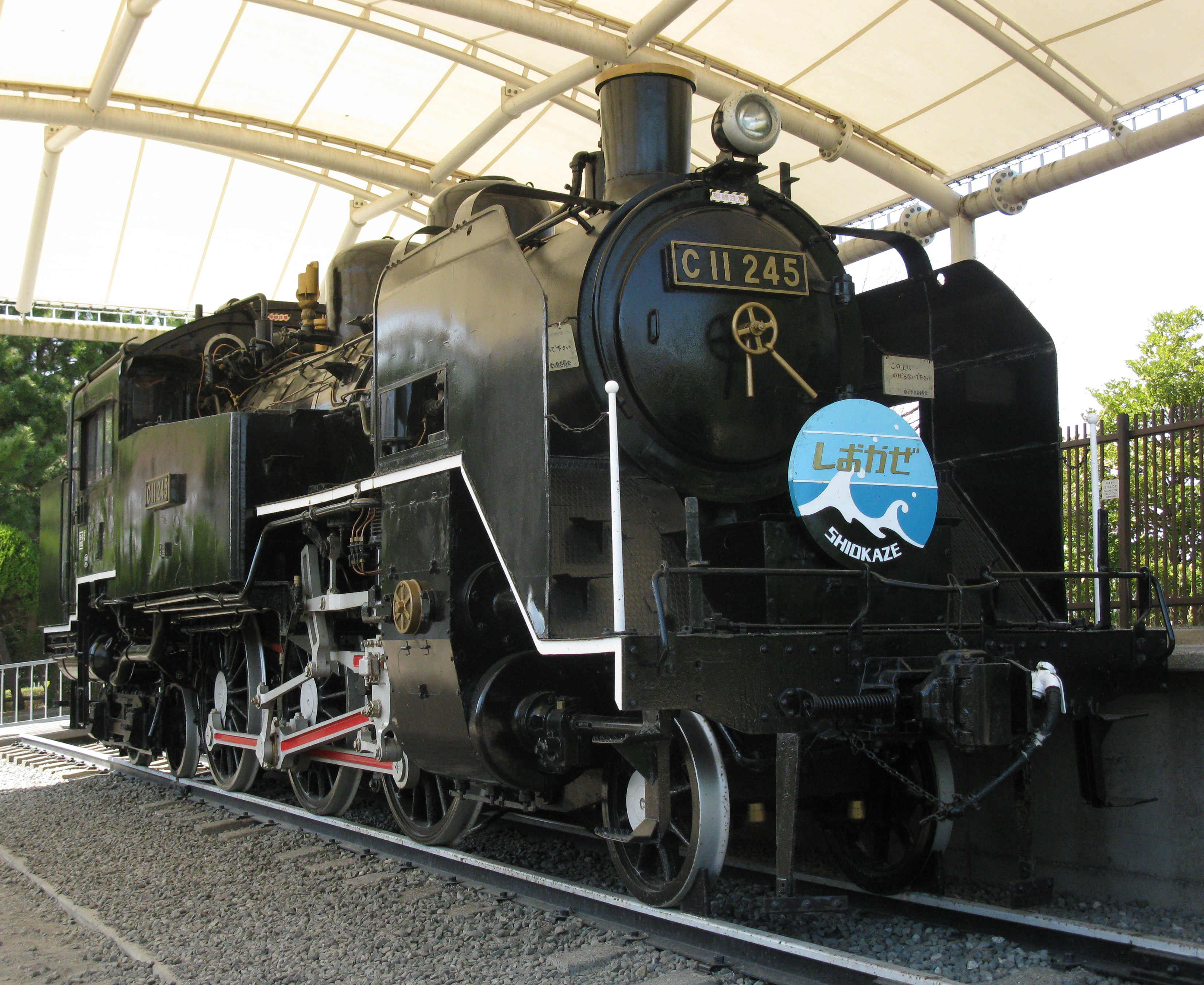
公園内に保存されるC11 245（2011年4月4日）

## 営業規定
- 遊具広場・多目的広場・芝生広場・蒸気機関車の展示以外の施設利用は有料（施設により異なる）。
- 野球場・テニスコートは予約制。
- 休場日 - 毎月 第2・第4月曜日（休日の場合、翌日が休場日）／年末年始（12月28日 - 1月4日）
野球場は1月 - 2月休場
- 使用時間 - 最大8:30 - 21:00（施設により異なる）。

## アクセス
- 電車 - 小田急江ノ島線鵠沼海岸駅下車、徒歩12分。
- バス - 藤沢駅北口より江ノ電バス鵠沼車庫行き「運動公園前」下車